# Grand Prix Německa 2001
Grand Prix Německa 2001 (LXIII Großer Mobil 1 Preis von Deutschland), dvanáctý závod 52. ročníku mistrovství světa jezdců Formule 1 a 43. ročníku poháru konstruktérů, historicky již 675. grand prix, se uskutečnila na okruhu Hockenheimring.

## Výsledky

### Kvalifikace
| Pořadí | Číslo | Pilot                | Konstruktér        | Čas      | Odstup |
| ------ | ----- | -------------------- | ------------------ | -------- | ------ |
| 1      | 6     | Juan Pablo Montoya   | Williams - BMW     | 1:38.117 |        |
| 2      | 5     | Ralf Schumacher      | Williams - BMW     | 1:38.136 | +0.019 |
| 3      | 3     | Mika Häkkinen        | McLaren - Mercedes | 1:38.811 | +0.694 |
| 4      | 1     | Michael Schumacher   | Ferrari            | 1:38.941 | +0.824 |
| 5      | 4     | David Coulthard      | McLaren - Mercedes | 1:39.574 | +1.457 |
| 6      | 2     | Rubens Barrichello   | Ferrari            | 1:39.682 | +1.565 |
| 7      | 16    | Nick Heidfeld        | Sauber - Petronas  | 1:39.921 | +1.804 |
| 8      | 17    | Kimi Räikkönen       | Sauber - Petronas  | 1:40.072 | +1.955 |
| 9      | 19    | Pedro de la Rosa     | Jaguar - Ford      | 1:40.265 | +2.148 |
| 10     | 12    | Jarno Trulli         | Jordan - Honda     | 1:40.322 | +2.205 |
| 11     | 18    | Eddie Irvine         | Jaguar - Ford      | 1:40.371 | +2.254 |
| 12     | 10    | Jacques Villeneuve   | BAR - Honda        | 1:40.610 | +1.493 |
| 13     | 9     | Olivier Panis        | BAR - Honda        | 1:40.437 | +2.320 |
| 14     | 22    | Jean Alesi           | Prost - Acer       | 1:40.724 | +2.607 |
| 15     | 11    | Ricardo Zonta        | Jordan - Honda     | 1:41.174 | +3.057 |
| 16     | 23    | Luciano Burti        | Prost - Acer       | 1:41.213 | +3.096 |
| 17     | 7     | Giancarlo Fisichella | Benetton - Renault | 1:41.299 | +3.182 |
| 18     | 8     | Jenson Button        | Benetton - Renault | 1:41.438 | +3.321 |
| 19     | 15    | Enrique Bernoldi     | Arrows - Asiatech  | 1:41.668 | +3.551 |
| 20     | 14    | Jos Verstappen       | Arrows - Asiatech  | 1:41.870 | +3.753 |
| 21     | 21    | Fernando Alonso      | Minardi - European | 1:41.913 | +3.796 |
| 22     | 20    | Tarso Marques        | Minardi - European | 1:42.716 | +4.599 |

### Závod
| Pořadí | Číslo | Jezdec               | Konstruktér      | Kola | Čas/odstoupení | Start | Body |
| ------ | ----- | -------------------- | ---------------- | ---- | -------------- | ----- | ---- |
| 1      | 5     | Ralf Schumacher      | Williams-BMW     | 45   | 1:18:17.873    | 2     | 10   |
| 2      | 2     | Rubens Barrichello   | Ferrari          | 45   | +46.117        | 6     | 6    |
| 3      | 10    | Jacques Villeneuve   | BAR-Honda        | 45   | +1:02.806      | 12    | 4    |
| 4      | 7     | Giancarlo Fisichella | Benetton-Renault | 45   | +1:03.477      | 17    | 3    |
| 5      | 8     | Jenson Button        | Benetton-Renault | 45   | +1:05.454      | 18    | 2    |
| 6      | 22    | Jean Alesi           | Prost-Acer       | 45   | +1:05.950      | 14    | 1    |
| 7      | 9     | Olivier Panis        | BAR-Honda        | 45   | +1:17.527      | 13    |      |
| 8      | 15    | Enrique Bernoldi     | Arrows-Asiatech  | 44   | +1 kolo        | 19    |      |
| 9      | 14    | Jos Verstappen       | Arrows-Asiatech  | 44   | +1 kolo        | 20    |      |
| 10     | 21    | Fernando Alonso      | Minardi-European | 44   | +1 kolo        | 21    |      |
| Ret    | 12    | Jarno Trulli         | Jordan-Honda     | 34   | Hydraulika     | 10    |      |
| Ret    | 4     | David Coulthard      | McLaren-Mercedes | 27   | Motor          | 5     |      |
| Ret    | 20    | Tarso Marques        | Minardi-European | 26   | Převodovka     | 22    |      |
| Ret    | 6     | Juan Pablo Montoya   | Williams-BMW     | 24   | Motor          | 1     |      |
| Ret    | 1     | Michael Schumacher   | Ferrari          | 23   | Tlak paliva    | 4     |      |
| Ret    | 23    | Luciano Burti        | Prost-Acer       | 23   | Vyjetí z tratě | 16    |      |
| Ret    | 17    | Kimi Räikkönen       | Sauber-Petronas  | 16   | Hnací hřídel   | 8     |      |
| Ret    | 18    | Eddie Irvine         | Jaguar-Cosworth  | 16   | Tlak paliva    | 11    |      |
| Ret    | 3     | Mika Häkkinen        | McLaren-Mercedes | 13   | Motor          | 3     |      |
| Ret    | 11    | Ricardo Zonta        | Jordan-Honda     | 7    | Kolize         | 15    |      |
| Ret    | 16    | Nick Heidfeld        | Sauber-Petronas  | 0    | Kolize         | 7     |      |
| Ret    | 19    | Pedro de la Rosa     | Jaguar-Cosworth  | 0    | Kolize         | 9     |      |

## Průběžné pořadí šampionátu
Pohár jezdců
| Pořadí | Jezdec             | Body |
| ------ | ------------------ | ---- |
| 1      | Michael Schumacher | 84   |
| 2      | David Coulthard    | 47   |
| 3      | Ralf Schumacher    | 41   |
| 4      | Rubens Barrichello | 40   |
| 5      | Mika Häkkinen      | 19   |

Pohár konstruktérů
| Pořadí | Konstruktér      | Body |
| ------ | ---------------- | ---- |
| 1      | Ferrari          | 124  |
| 2      | McLaren-Mercedes | 66   |
| 3      | Williams-BMW     | 56   |
| 4      | Sauber-Petronas  | 19   |
| 5      | BAR-Honda        | 16   |